# Effectif des équipes à la Coupe des confédérations 2009
Voici la liste des joueurs sélectionnés pour la Coupe des confédérations 2009, en Afrique du Sud.

## Groupe A

### Afrique du Sud
La liste des 23 sélectionnés de l'équipe d'Afrique du Sud est donnée le 4 juin 2009. 
Statistiques arrêtées le 29 juin 2009.
| Numéro / Nom       | Numéro / Nom        | Equipe actuelle                         | Sél.             | Date de naissance | J.              |                 |                 |                 |                 |
| Gardiens de but    | Gardiens de but     | Gardiens de but                         | Gardiens de but  | Gardiens de but   | Gardiens de but | Gardiens de but | Gardiens de but | Gardiens de but | Gardiens de but |
| ------------------ | ------------------- | --------------------------------------- | ---------------- | ----------------- | --------------- | --------------- | --------------- | --------------- | --------------- |
| 22                 | Brian Baloyi        | Mamelodi Sundowns                       | 24(0)            | 16 mars 1974      | 0               | 0               | 0               | 0               | 0               |
| 16                 | Itumeleng Khune     | Kaizer Chiefs                           | 17(0)            | 20 juin 1989      | 5               | 0               | 0               | 0               | 0               |
| 1                  | Rowen Fernandez     | Arminia Bielefeld                       | 19(0)            | 28 février 1978   | 0               | 0               | 0               | 0               | 0               |
| Défenseurs         |                     |                                         |                  |                   |                 |                 |                 |                 |                 |
| 14                 | Matthew Booth       | Mamelodi Sundowns                       | 24(1)            | 14 mars 1977      | 5               | 0               | 0               | 0               | 0               |
| 2                  | Siboniso Gaxa       | Mamelodi Sundowns                       | 25(1)            | 6 avril 1984      | 5               | 0               | 0               | 0               | 0               |
| 23                 | Morgan Gould        | Supersport United Football Club         | 2(0)             | 23 mars 1983      | 0               | 0               | 0               | 0               | 0               |
| 20                 | Bongani Khumalo     | Supersport United Football Club         | 5(0)             | 6 janvier 1987    | 0               | 0               | 0               | 0               | 0               |
| 3                  | Tsepo Masilela      | Maccabi Haïfa                           | 23(0)            | 5 mai 1985        | 5               | 0               | 2               | 0               | 0               |
| 15                 | Innocent Mdledle    | Orlando Pirates                         | 5(0)             | 12 novembre 1985  | 0               | 0               | 0               | 0               | 0               |
| 4                  | Aaron Mokoena       | Portsmouth Football Club                | 90(1)            | 25 novembre 1980  | 5               | 0               | 0               | 0               | 0               |
| 19                 | Bryce Moon          | Panathinaïkos                           | 15(1)            | 6 avril 1986      | 0               | 0               | 0               | 0               | 0               |
| Milieux de terrain |                     |                                         |                  |                   |                 |                 |                 |                 |                 |
| 7                  | Lance Davids        | Supersport United Football Club         | 16(0)            | 11 avril 1985     | 0               | 0               | 0               | 0               | 0               |
| 13                 | Kagisho Dikgacoi    | Lamontville Golden Arrows Football Club | 24(2)            | 24 novembre 1984  | 5               | 0               | 1               | 0               | 0               |
| 5                  | Benson Mhlongo      | Orlando Pirates                         | 31(1)            | 9 novembre 1980   | 4               | 0               | 0               | 0               | 0               |
| 12                 | Teko Modise         | Orlando Pirates                         | 38(9)            | 22 décembre 1982  | 5               | 0               | 1               | 0               | 0               |
| 10                 | Steven Pienaar      | Everton FC                              | 44(2)            | 17 mars 1982      | 5               | 0               | 2               | 0               | 0               |
| 6                  | McBeth Sibaya       | FK Rubin Kazan                          | 52(0)            | 25 novembre 1977  | 4               | 0               | 2               | 0               | 0               |
| 8                  | Siphiwe Tshabalala  | Kaizer Chiefs                           | 32(3)            | 25 septembre 1984 | 4               | 0               | 0               | 0               | 0               |
| 11                 | Elrio van Heerden   | Blackburn Rovers Football Club          | 29(3)            | 11 juillet 1983   | 2               | 0               | 0               | 0               | 0               |
| Attaquants         |                     |                                         |                  |                   |                 |                 |                 |                 |                 |
| 18                 | Thembinkosi Fanteni | Maccabi Haïfa                           | 19(2)            | 2 février 1984    | 2               | 0               | 1               | 0               | 0               |
| 21                 | Katlego Mashego     | Orlando Pirates                         | 13(1)            | 19 mai 1982       | 4               | 0               | 0               | 0               | 0               |
| 9                  | Abel Mphela         | Mamelodi Sundowns                       | 11(6)            | 29 novembre 1984  | 2               | 2               | 1               | 0               | 0               |
| 17                 | Bernard Parker      | FK Étoile rouge de Belgrade             | 19(7)            | 16 mars 1986      | 5               | 2               | 0               | 0               | 0               |
| Sélectionneur      |                     |                                         |                  |                   |                 |                 |                 |                 |                 |
|                    | Joel Santana        |                                         | 25 décembre 1968 |                   |                 |                 |                 |                 |                 |

### Espagne
Une première liste de l'équipe d'Espagne comprenant 23 joueurs est donnée le 1er juin 2009. Cette première liste est modifiée le 5 juin avec l'intégration de Pablo Hernández en remplacement d'Andrés Iniesta, blessé. Statistiques arrêtées le 29 juin 2009.
| Numéro / Nom       | Numéro / Nom       | Equipe actuelle | Sél.             | Date de naissance | J.              |                 |                 |                 |                 |
| Gardiens de but    | Gardiens de but    | Gardiens de but | Gardiens de but  | Gardiens de but   | Gardiens de but | Gardiens de but | Gardiens de but | Gardiens de but | Gardiens de but |
| ------------------ | ------------------ | --------------- | ---------------- | ----------------- | --------------- | --------------- | --------------- | --------------- | --------------- |
| 1                  | Iker Casillas      | Real Madrid     | 96(0)            | 20 mai 1981       | 4               | 0               | 0               | 0               | 0               |
| 13                 | Diego López        | Villarreal      | 0(0)             | 3 novembre 1981   | 0               | 0               | 0               | 0               | 0               |
| 23                 | José Manuel Reina  | Liverpool FC    | 15(0)            | 31 août 1982      | 1               | 0               | 0               | 0               | 0               |
| Défenseurs         |                    |                 |                  |                   |                 |                 |                 |                 |                 |
| 2                  | Raúl Albiol        | Valence         | 16(0)            | 4 septembre 1985  | 3               | 0               | 2               | 0               | 0               |
| 3                  | Gerard Piqué       | FC Barcelone    | 7(1)             | 2 février 1987    | 4               | 0               | 3               | 0               | 0               |
| 4                  | Carlos Marchena    | Valence         | 52(2)            | 3 juillet 1979    | 1               | 0               | 1               | 0               | 0               |
| 5                  | Carles Puyol       | FC Barcelone    | 76(2)            | 13 avril 1978     | 3               | 0               | 0               | 0               | 0               |
| 11                 | Joan Capdevila     | Villarreal      | 37(4)            | 3 février 1978    | 4               | 0               | 1               | 0               | 0               |
| 15                 | Sergio Ramos       | Real Madrid     | 52(4)            | 30 mars 1986      | 3               | 0               | 0               | 0               | 0               |
| 19                 | Álvaro Arbeloa     | Liverpool FC    | 9(0)             | 17 janvier 1983   | 3               | 0               | 0               | 0               | 0               |
| Milieux de terrain |                    |                 |                  |                   |                 |                 |                 |                 |                 |
| 6                  | Pablo Hernández    | Valence         | 1(0)             | 11 avril 1985     | 1               | 0               | 0               | 0               | 0               |
| 8                  | Xavi               | FC Barcelone    | 78(8)            | 25 janvier 1980   | 4               | 0               | 0               | 0               | 0               |
| 10                 | Cesc Fàbregas      | Arsenal FC      | 41(2)            | 4 mai 1987        | 3               | 1               | 0               | 0               | 0               |
| 12                 | Sergio Busquets    | FC Barcelone    | 5(0)             | 16 juillet 1988   | 3               | 0               | 1               | 0               | 0               |
| 14                 | Xabi Alonso        | Liverpool FC    | 61(5)            | 25 novembre 1981  | 4               | 1               | 1               | 0               | 0               |
| 18                 | Albert Riera       | Liverpool FC    | 13(3)            | 15 avril 1982     | 4               | 0               | 0               | 0               | 0               |
| 20                 | Santi Cazorla      | Villarreal      | 21(1)            | 13 décembre 1984  | 5               | 0               | 0               | 0               | 0               |
| 21                 | David Silva        | Valence         | 26(3)            | 8 janvier 1986    | 3               | 0               | 0               | 0               | 0               |
| 22                 | Juan Manuel Mata   | Valence         | 3(0)             | 28 avril 1988     | 2               | 0               | 0               | 0               | 0               |
| Attaquants         |                    |                 |                  |                   |                 |                 |                 |                 |                 |
| 7                  | David Villa        | Valence         | 49(31)           | 3 décembre 1981   | 5               | 3               | 0               | 0               | 0               |
| 9                  | Fernando Torres    | Liverpool FC    | 67(22)           | 20 mars 1984      | 5               | 3               | 0               | 0               | 0               |
| 16                 | Fernando Llorente  | Athletic Bilbao | 5(2)             | 26 février 1985   | 2               | 1               | 1               | 0               | 0               |
| 17                 | Daniel Güiza       | Fenerbahçe SK   | 17(5)            | 17 août 1980      | 2               | 2               | 0               | 0               | 0               |
| Sélectionneur      |                    |                 |                  |                   |                 |                 |                 |                 |                 |
|                    | Vicente del Bosque |                 | 23 décembre 1950 |                   |                 |                 |                 |                 |                 |

### Irak
L'équipe d'Irak comprend 23 joueurs. Statistiques arrêtées le 29 juin 2009.
| Numéro / Nom       | Numéro / Nom            | Equipe actuelle          | Sél.             | Date de naissance  | J.              |                 |                 |                 |                 |
| Gardiens de but    | Gardiens de but         | Gardiens de but          | Gardiens de but  | Gardiens de but    | Gardiens de but | Gardiens de but | Gardiens de but | Gardiens de but | Gardiens de but |
| ------------------ | ----------------------- | ------------------------ | ---------------- | ------------------ | --------------- | --------------- | --------------- | --------------- | --------------- |
| 1                  | Noor Sabri              | Al Talaba Bagdad         | 63(0)            | 6 juin 1984        | 0               | 0               | 0               | 0               | 0               |
| 12                 | Mohammed Gassid         | Al Zawra Bagdad          | 14(0)            | 10 décembre 1986   | 3               | 0               | 0               | 0               | 0               |
| 21                 | Uday Taleb              | Dohuk SC                 | 5(0)             | 6 novembre 1981    | 0               | 0               | 0               | 0               | 0               |
| Défenseurs         |                         |                          |                  |                    |                 |                 |                 |                 |                 |
| 2                  | Mohammed Ali Karim      | Al Jazira Abu Dhabi      | 9(0)             | 25 juin 1986       | 3               | 0               | 0               | 0               | 0               |
| 3                  | Bassim Abbas            | Al Talaba Bagdad         | 63(2)            | 1er juillet 1982   | 3               | 0               | 1               | 0               | 0               |
| 4                  | Fareed Majeed           | Al Talaba Bagdad         | 8(0)             | 17 août 1986       | 3               | 0               | 0               | 0               | 0               |
| 14                 | Salam Shakir            | Al-Khor Sports Club      | 14(0)            | 31 juillet 1986    | 3               | 0               | 0               | 0               | 0               |
| 15                 | Ali Rehema              | Al-Wakrah Sports Club    | 48(1)            | 8 août 1985        | 3               | 0               | 0               | 0               | 0               |
| 16                 | Dara Mohammed           | Sulaymaniyah FC          | 1(0)             | 25 juin 1987       | 0               | 0               | 0               | 0               | 0               |
| 19                 | Essam Yassin            | Al-Amana                 | 1(0)             | 11 mars 1987       | 0               | 0               | 0               | 0               | 0               |
| 22                 | Muayad Khalid           | Al Qowa Al Jawia Bagdad  | 4(0)             | 1er septembre 1985 | 1               | 0               | 0               | 0               | 0               |
| Milieux de terrain |                         |                          |                  |                    |                 |                 |                 |                 |                 |
| 5                  | Nashat Akram            | FC Twente                | 78(10)           | 12 septembre 1984  | 3               | 0               | 1               | 0               | 0               |
| 6                  | Salih Sadir             | Al Ahed Beyrouth         | 49(11)           | 21 août 1981       | 2               | 0               | 0               | 0               | 0               |
| 9                  | Abdul-Wahab Abu Al-Hail | Sepahan Ispahan          | 67(8)            | 21 décembre 1976   | 0               | 0               | 0               | 0               | 0               |
| 11                 | Hawar Mulla Mohammed    | Anorthosis Famagouste FC | 75(15)           | 1er juin 1981      | 3               | 0               | 0               | 0               | 0               |
| 13                 | Karrar Jassim           | Al-Wakrah Sports Club    | 25(1)            | 11 juillet 1987    | 3               | 0               | 0               | 0               | 0               |
| 18                 | Mahdi Karim             | Al-Khor Sports Club      | 67(10)           | 10 décembre 1983   | 3               | 0               | 0               | 0               | 0               |
| 20                 | Samer Saeed             | Al Ahly Tripoli          | 8(0)             | 1er décembre 1987  | 1               | 0               | 0               | 0               | 0               |
| 23                 | Halgurd Mulla Mohammed  | Sulaymaniyah FC          | 5(0)             | 11 août 1988       | 0               | 0               | 0               | 0               | 0               |
| Attaquants         |                         |                          |                  |                    |                 |                 |                 |                 |                 |
| 7                  | Emad Mohammed           | Sepahan Ispahan          | 78(23)           | 24 juillet 1982    | 2               | 0               | 0               | 0               | 0               |
| 8                  | Luay Salah              | Arbil SC                 | 17(3)            | 7 février 1982     | 0               | 0               | 0               | 0               | 0               |
| 10                 | Younis Mahmoud          | Al Gharrafa Doha         | 75(15)           | 3 mars 1983        | 3               | 0               | 0               | 0               | 0               |
| 17                 | Alaa Abdul-Zahra        | Al-Khor Sports Club      | 13(1)            | 22 décembre 1987   | 3               | 0               | 0               | 0               | 0               |
| Sélectionneur      |                         |                          |                  |                    |                 |                 |                 |                 |                 |
|                    | Bora Milutinović        |                          | 7 septembre 1944 |                    |                 |                 |                 |                 |                 |

### Nouvelle-Zélande
La liste des 23 joueurs de l'équipe de Nouvelle-Zélande est donnée le 7 mai 2009. Statistiques arrêtées le 29 juin 2009.
| Numéro / Nom       | Numéro / Nom    | Equipe actuelle             | Sél.            | Date de naissance | J.              |                 |                 |                 |                 |
| Gardiens de but    | Gardiens de but | Gardiens de but             | Gardiens de but | Gardiens de but   | Gardiens de but | Gardiens de but | Gardiens de but | Gardiens de but | Gardiens de but |
| ------------------ | --------------- | --------------------------- | --------------- | ----------------- | --------------- | --------------- | --------------- | --------------- | --------------- |
| 23                 | James Bannatyne | Team Wellington             | 3(0)            | 30 juin 1975      | 0               | 0               | 0               | 0               | 0               |
| 12                 | Glen Moss       | Melbourne Victory FC        | 14(0)           | 19 janvier 1983   | 3               | 0               | 0               | 0               | 0               |
| 1                  | Mark Paston     | Wellington Phoenix FC       | 17(0)           | 13 décembre 1976  | 0               | 0               | 0               | 0               | 0               |
| Défenseurs         |                 |                             |                 |                   |                 |                 |                 |                 |                 |
| 18                 | Andrew Boyens   | Red Bull New York           | 11(0)           | 18 septembre 1983 | 3               | 0               | 1               | 0               | 0               |
| 3                  | Tony Lochhead   | Wellington Phoenix FC       | 23(0)           | 12 janvier 1982   | 3               | 0               | 0               | 0               | 0               |
| 17                 | Dave Mulligan   | Wellington Phoenix FC       | 24(3)           | 24 mars 1982      | 3               | 0               | 0               | 0               | 0               |
| 19                 | Steven Old      | Kilmarnock FC               | 17(1)           | 17 février 1986   | 0               | 0               | 0               | 0               | 0               |
| 2                  | Aaron Scott     | Waitakere United            | 3(0)            | 18 juillet 1986   | 1               | 0               | 0               | 0               | 0               |
| 5                  | Ben Sigmund     | Wellington Phoenix FC       | 9(1)            | 3 février 1981    | 1               | 0               | 0               | 0               | 0               |
| 6                  | Ivan Vicelich   | Auckland City Football Club | 62(6)           | 3 septembre 1976  | 3               | 0               | 1               | 0               | 0               |
| Milieux de terrain |                 |                             |                 |                   |                 |                 |                 |                 |                 |
| 13                 | Andrew Barron   | Team Wellington             | 8(1)            | 24 décembre 1980  | 0               | 0               | 0               | 0               | 0               |
| 11                 | Leo Bertos      | Wellington Phoenix FC       | 27(0)           | 20 décembre 1981  | 3               | 0               | 0               | 0               | 0               |
| 8                  | Tim Brown       | Wellington Phoenix FC       | 20(0)           | 6 mars 1981       | 3               | 0               | 1               | 0               | 0               |
| 14                 | Jeremy Christie | Wellington Phoenix FC       | 20(1)           | 22 mars 1983      | 3               | 0               | 1               | 0               | 0               |
| 7                  | Simon Elliott   | Earthquakes de San José     | 57(6)           | 10 août 1974      | 3               | 0               | 0               | 0               | 0               |
| 16                 | Chris James     | Tampere United              | 12(0)           | 4 juillet 1987    | 2               | 0               | 0               | 0               | 0               |
| 4                  | Duncan Oughton  | Crew de Columbus            | 25(2)           | 14 juin 1977      | 1               | 0               | 0               | 0               | 0               |
| Attaquants         |                 |                             |                 |                   |                 |                 |                 |                 |                 |
| 21                 | Kris Bright     | Panserraikos FC             | 4(1)            | 5 septembre 1986  | 1               | 0               | 0               | 0               | 0               |
| 15                 | Jeremy Brockie  | North Queensland Fury FC    | 15(0)           | 7 octobre 1987    | 2               | 0               | 1               | 0               | 0               |
| 10                 | Chris Killen    | Celtic FC                   | 27(10)          | 8 octobre 1981    | 3               | 0               | 0               | 0               | 0               |
| 9                  | Shane Smeltz    | Wellington Phoenix FC       | 23(13)          | 29 septembre 1980 | 3               | 0               | 1               | 0               | 0               |
| 22                 | Jarrod Smith    | Seattle Sounders FC         | 12(0)           | 20 juin 1984      | 0               | 0               | 0               | 0               | 0               |
| 20                 | Chris Wood      | West Bromwich Albion FC     | 3(0)            | 7 décembre 1991   | 1               | 0               | 0               | 0               | 0               |
| Sélectionneur      |                 |                             |                 |                   |                 |                 |                 |                 |                 |
|                    | Ricki Herbert   |                             | 10 avril 1961   |                   |                 |                 |                 |                 |                 |

## Groupe B

### Brésil
Une première liste de 23 joueurs constituant l'équipe du Brésil est donnée le 22 mai 2009. Le 29 mai 2009, le défenseur Miranda et le milieu de terrain Kléberson remplacent respectivement Alex et Anderson, tous deux blessés. Statistiques arrêtées le 29 juin 2009.
| Numéro / Nom       | Numéro / Nom    | Equipe actuelle        | Sél.            | Date de naissance | J.              |                 |                 |                 |                 |
| Gardiens de but    | Gardiens de but | Gardiens de but        | Gardiens de but | Gardiens de but   | Gardiens de but | Gardiens de but | Gardiens de but | Gardiens de but | Gardiens de but |
| ------------------ | --------------- | ---------------------- | --------------- | ----------------- | --------------- | --------------- | --------------- | --------------- | --------------- |
| 1                  | Julio César     | Inter Milan            | 39(0)           | 3 septembre 1979  | 5               | 0               | 0               | 0               | 0               |
| 23                 | Gomes           | Tottenham Hotspur      | 9(0)            | 19 janvier 1983   | 0               | 0               | 0               | 0               | 0               |
| 12                 | Victor          | Grêmio Porto Alegrense | 0(0)            | 13 décembre 1976  | 0               | 0               | 0               | 0               | 0               |
| Défenseurs         |                 |                        |                 |                   |                 |                 |                 |                 |                 |
| 16                 | André Santos    | SC Corinthians         | 5(0)            | 8 mars 1983       | 5               | 0               | 2               | 0               | 0               |
| 13                 | Daniel Alves    | FC Barcelone           | 26(2)           | 6 mai 1983        | 3               | 1               | 1               | 0               | 0               |
| 4                  | Juan            | AS Rome                | 76(6)           | 1er février 1979  | 2               | 1               | 0               | 0               | 0               |
| 6                  | Kléber          | SC Internacional       | 19(1)           | 1er avril 1980    | 1               | 0               | 0               | 0               | 0               |
| 3                  | Lucio           | Bayern Munich          | 84(4)           | 8 mai 1978        | 5               | 1               | 1               | 0               | 0               |
| 14                 | Luisão          | SL Benfica             | 40(2)           | 13 février 1981   | 4               | 0               | 0               | 0               | 0               |
| 2                  | Maicon          | Inter Milan            | 49(5)           | 26 juillet 1981   | 4               | 1               | 0               | 0               | 0               |
| 15                 | Miranda         | Sao Paulo              | 2(0)            | 7 septembre 1984  | 1               | 0               | 0               | 0               | 0               |
| Milieux de terrain |                 |                        |                 |                   |                 |                 |                 |                 |                 |
| 7                  | Elano           | Manchester City        | 34(6)           | 14 juin 1981      | 2               | 0               | 0               | 0               | 0               |
| 5                  | Felipe Melo     | AC Fiorentina          | 10(2)           | 26 août 1983      | 5               | 1               | 2               | 0               | 0               |
| 8                  | Gilberto Silva  | Panathinaikos          | 79(3)           | 7 octobre 1976    | 5               | 0               | 0               | 0               | 0               |
| 17                 | Josué           | VfL Wolfsburg          | 25(1)           | 19 juillet 1979   | 1               | 0               | 0               | 0               | 0               |
| 19                 | Julio Baptista  | AS Rome                | 41(4)           | 1er octobre 1981  | 1               | 0               | 0               | 0               | 0               |
| 10                 | Kaká            | Real Madrid            | 73(28)          | 22 avril 1982     | 5               | 2               | 0               | 0               | 0               |
| 20                 | Kléberson       | Flamengo               | 19(2)           | 19 juin 1979      | 2               | 0               | 0               | 0               | 0               |
| 18                 | Ramires         | Cruzeiro EC            | 7(0)            | 24 mars 1987      | 5               | 0               | 0               | 0               | 0               |
| Attaquants         |                 |                        |                 |                   |                 |                 |                 |                 |                 |
| 21                 | Alexandre Pato  | AC Milan               | 8(1)            | 2 septembre 1989  | 1               | 0               | 0               | 0               | 0               |
| 9                  | Luís Fabiano    | FC Séville             | 32(22)          | 8 novembre 1980   | 5               | 5               | 0               | 0               | 0               |
| 22                 | Nilmar          | SC International       | 8(2)            | 14 juillet 1984   | 1               | 0               | 0               | 0               | 0               |
| 11                 | Robinho         | Manchester City        | 73(21)          | 25 janvier 1984   | 5               | 1               | 0               | 0               | 0               |
| Sélectionneur      |                 |                        |                 |                   |                 |                 |                 |                 |                 |
|                    | Dunga           |                        | 31 octobre 1963 |                   |                 |                 |                 |                 |                 |

### États-Unis
La liste des 23 joueurs de l'équipe des États-Unis est donnée le 8 juin 2009. Statistiques arrêtées le 29 juin 2009.
| Numéro / Nom       | Numéro / Nom          | Equipe actuelle          | Sél.            | Date de naissance | J.              |                 |                 |                 |                 |
| Gardiens de but    | Gardiens de but       | Gardiens de but          | Gardiens de but | Gardiens de but   | Gardiens de but | Gardiens de but | Gardiens de but | Gardiens de but | Gardiens de but |
| ------------------ | --------------------- | ------------------------ | --------------- | ----------------- | --------------- | --------------- | --------------- | --------------- | --------------- |
| 18                 | Brad Guzan            | Aston Villa              | 13(0)           | 9 septembre 1984  | 1               | 0               | 0               | 0               | 0               |
| 1                  | Tim Howard            | Everton FC               | 43(0)           | 6 mars 1979       | 4               | 0               | 0               | 0               | 0               |
| 23                 | Luis Robles           | FC Kaisersalutern        | 0(0)            | 11 mai 1984       | 0               | 0               | 0               | 0               | 0               |
| Défenseurs         |                       |                          |                 |                   |                 |                 |                 |                 |                 |
| 3                  | Carlos Bocanegra      | Stade rennais            | 69(11)          | 25 mai 1979       | 2               | 0               | 1               | 0               | 0               |
| 2                  | Jonathan Bornstein    | C.D. Chivas USA          | 20(1)           | 7 novembre 1984   | 5               | 0               | 1               | 0               | 0               |
| 14                 | Danny Califf          | FC Midtjylland           | 23(1)           | 17 mars 1980      | 0               | 0               | 0               | 0               | 0               |
| 15                 | Jay DeMerit           | Watford Football Club    | 14(0)           | 4 décembre 1979   | 5               | 0               | 0               | 0               | 0               |
| 5                  | Oguchi Onyewu         | Standard de Liège        | 47(5)           | 13 mai 1982       | 5               | 0               | 1               | 0               | 0               |
| 6                  | Heath Pearce          | Hansa Rostock            | 23(0)           | 13 août 1984      | 0               | 0               | 0               | 0               | 0               |
| 21                 | Jonathan Spector      | West Ham United          | 18(0)           | 1er mars 1986     | 5               | 0               | 1               | 0               | 0               |
| 11                 | Marvell Wynne         | Toronto FC               | 3(0)            | 8 mai 1986        | 0               | 0               | 0               | 0               | 0               |
| Milieux de terrain |                       |                          |                 |                   |                 |                 |                 |                 |                 |
| 19                 | Freddy Adu            | Benfica                  | 12(1)           | 2 juin 1989       | 0               | 0               | 0               | 0               | 0               |
| 7                  | DaMarcus Beasley      | Glasgow Rangers          | 89(11)          | 24 mai 1982       | 2               | 0               | 0               | 0               | 0               |
| 12                 | Michael Bradley       | Borussia Mönchengladbach | 33(6)           | 31 juillet 1987   | 4               | 1               | 1               | 0               | 1               |
| 13                 | Ricardo Clark         | Houston Dynamo           | 23(1)           | 10 février 1983   | 4               | 0               | 0               | 0               | 1               |
| 22                 | Benny Feilhaber       | AGF Århus                | 22(2)           | 19 janvier 1985   | 5               | 0               | 0               | 0               | 0               |
| 16                 | Sacha Kljestan        | C.D. Chivas USA          | 20(3)           | 9 septembre 1985  | 3               | 0               | 0               | 0               | 1               |
| 20                 | José Francisco Torres | CF Pachuca               | 5(0)            | 29 octobre 1987   | 0               | 0               | 0               | 0               | 0               |
| Attaquants         |                       |                          |                 |                   |                 |                 |                 |                 |                 |
| 17                 | Jozy Altidore         | Xerez CD                 | 16(7)           | 6 novembre 1989   | 5               | 1               | 1               | 0               | 0               |
| 4                  | Conor Casey           | Colorado Rapids          | 14(0)           | 25 juillet 1981   | 4               | 0               | 0               | 0               | 0               |
| 9                  | Charlie Davies        | Hammarby IF              | 11(2)           | 25 juin 1986      | 4               | 1               | 0               | 0               | 0               |
| 8                  | Clint Dempsey         | Fulham Football Club     | 56(16)          | 9 mars 1983       | 5               | 3               | 0               | 0               | 0               |
| 10                 | Landon Donovan        | Los Angeles Galaxy       | 114(40)         | 4 mars 1982       | 5               | 2               | 1               | 0               | 0               |
| Sélectionneur      |                       |                          |                 |                   |                 |                 |                 |                 |                 |
|                    | Bob Bradley           |                          | 3 mars 1958     |                   |                 |                 |                 |                 |                 |

### Égypte
L'équipe d'Égypte comprend 23 joueurs. Statistiques arrêtées le 29 juin 2009.
| Numéro / Nom       | Numéro / Nom                | Equipe actuelle   | Sél.            | Date de naissance | J.              |                 |                 |                 |                 |
| Gardiens de but    | Gardiens de but             | Gardiens de but   | Gardiens de but | Gardiens de but   | Gardiens de but | Gardiens de but | Gardiens de but | Gardiens de but | Gardiens de but |
| ------------------ | --------------------------- | ----------------- | --------------- | ----------------- | --------------- | --------------- | --------------- | --------------- | --------------- |
| 1                  | Essam al-Hadary             | FC Sion           | 88(0)           | 15 janvier 1973   | 3               | 0               | 1               | 0               | 0               |
| 16                 | Abdelwahed El-Sayed         | Zamalek           | 17(0)           | 3 juin 1977       | 0               | 0               | 0               | 0               | 0               |
| 23                 | Mohamed Sobhi               | Ismaily SC        | 4(0)            | 30 août 1981      | 0               | 0               | 0               | 0               | 0               |
| Défenseurs         |                             |                   |                 |                   |                 |                 |                 |                 |                 |
| 2                  | Mahmoud Fathallah           | Zamalek           | 22(1)           | 13 février 1982   | 0               | 0               | 0               | 0               | 0               |
| 7                  | Ahmed Fathy                 | Al Ahly SC        | 62(2)           | 10 novembre 1984  | 3               | 0               | 0               | 0               | 0               |
| 20                 | Wael Gomaa                  | Al Ahly SC        | 80(0)           | 3 août 1975       | 3               | 0               | 1               | 0               | 0               |
| 14                 | Sayed Moawad                | Al Ahly SC        | 27(2)           | 25 mai 1979       | 2               | 0               | 1               | 0               | 0               |
| 4                  | Ahmed Saïd                  | Haras El-Hedood   | 5(0)            | 13 mars 1984      | 3               | 0               | 0               | 0               | 0               |
| 6                  | Hani Said                   | Zamalek           | 42(0)           | 22 avril 1980     | 3               | 0               | 0               | 0               | 0               |
| Milieux de terrain |                             |                   |                 |                   |                 |                 |                 |                 |                 |
| 22                 | Mohamed Aboutreika          | Al Ahly SC        | 65(20)          | 7 novembre 1978   | 3               | 0               | 0               | 0               | 0               |
| 15                 | Ahmed Samir Farag           | Ismaily SC        | 9(0)            | 20 mai 1986       | 2               | 0               | 0               | 0               | 0               |
| 5                  | Ahmed Khairy                | Ismaily SC        | 3(0)            | 1er octobre 1987  | 0               | 0               | 0               | 0               | 0               |
| 3                  | Ahmed Al-Muhammadi          | ENPPI Club        | 25(0)           | 9 septembre 1987  | 2               | 0               | 1               | 0               | 1               |
| 8                  | Hosni Abd Rabo              | Al Ahly Dubaï     | 67(7)           | 1er novembre 1984 | 3               | 0               | 0               | 0               | 0               |
| 10                 | Ahmed Eid Abdel Malek       | Haras El-Hedood   | 24(4)           | 15 mai 1980       | 3               | 0               | 1               | 0               | 0               |
| 17                 | Ahmed Hassan                | Al Ahly SC        | 157(26)         | 2 mai 1975        | 3               | 0               | 0               | 0               | 0               |
| 12                 | Homos                       | Ismaily SC        | 16(1)           | 1er janvier 1979  | 1               | 1               | 0               | 0               | 0               |
| 11                 | Mohamed Shawky              | Middlesbrough FC  | 57(4)           | 5 octobre 1981    | 3               | 1               | 0               | 0               | 0               |
| 13                 | Abdelaziz Tawfik            | ENPPI Club        | 5(0)            | 24 mai 1986       | 0               | 0               | 0               | 0               | 0               |
| Attaquants         |                             |                   |                 |                   |                 |                 |                 |                 |                 |
| 18                 | Ahmed Abdel-Ghani           | Haras El-Hedood   | 5(0)            | 1er décembre 1981 | 1               | 0               | 0               | 0               | 0               |
| 19                 | Mohamed Mohsen Abou Greisha | Ismaily SC        | 6(0)            | 4 août 1981       | 1               | 0               | 0               | 0               | 0               |
| 21                 | Ahmed Raouf                 | ENPPI Club        | 4(0)            | 15 septembre 1982 | 0               | 0               | 0               | 0               | 0               |
| 9                  | Mohamed Zidan               | Borussia Dortmund | 23(6)           | 11 décembre 1981  | 2               | 2               | 0               | 0               | 0               |
| Sélectionneur      |                             |                   |                 |                   |                 |                 |                 |                 |                 |
|                    | Hassan Shehata              |                   | 19 juin 1949    |                   |                 |                 |                 |                 |                 |

### Italie
La liste des 23 joueurs de l'équipe d'Italie est donnée le 4 juin 2009. Statistiques arrêtées le 29 juin 2009.
| Numéro / Nom       | Numéro / Nom         | Equipe actuelle    | Sél.            | Date de naissance | J.              |                 |                 |                 |                 |
| Gardiens de but    | Gardiens de but      | Gardiens de but    | Gardiens de but | Gardiens de but   | Gardiens de but | Gardiens de but | Gardiens de but | Gardiens de but | Gardiens de but |
| ------------------ | -------------------- | ------------------ | --------------- | ----------------- | --------------- | --------------- | --------------- | --------------- | --------------- |
| 14                 | Marco Amelia         | US Palerme         | 9(0)            | 2 avril 1982      | 0               | 0               | 0               | 0               | 0               |
| 1                  | Gianluigi Buffon     | Juventus           | 95(0)           | 28 janvier 1978   | 3               | 0               | 0               | 0               | 0               |
| 12                 | Morgan De Sanctis    | Galatasaray SK     | 3(0)            | 26 mars 1977      | 0               | 0               | 0               | 0               | 0               |
| Défenseurs         |                      |                    |                 |                   |                 |                 |                 |                 |                 |
| 5                  | Fabio Cannavaro      | Juventus           | 126(2)          | 13 septembre 1973 | 2               | 0               | 0               | 0               | 0               |
| 22                 | Giorgio Chiellini    | Juventus           | 21(1)           | 14 août 1984      | 3               | 0               | 1               | 0               | 0               |
| 13                 | Andrea Dossena       | Liverpool FC       | 10(0)           | 11 septembre 1981 | 1               | 0               | 1               | 0               | 0               |
| 3                  | Alessandro Gamberini | AC Fiorentina      | 68(0)           | 27 août 1981      | 0               | 0               | 0               | 0               | 0               |
| 3                  | Fabio Grosso         | Olympique lyonnais | 44(3)           | 28 novembre 1977  | 2               | 0               | 1               | 0               | 0               |
| 6                  | Nicola Legrottaglie  | Juventus           | 14(1)           | 20 octobre 1976   | 1               | 0               | 1               | 0               | 0               |
| 2                  | Davide Santon        | Inter Milan        | 2(0)            | 2 janvier 1991    | 0               | 0               | 0               | 0               | 0               |
| 19                 | Gianluca Zambrotta   | AC Milan           | 87(2)           | 19 février 1977   | 3               | 0               | 0               | 0               | 0               |
| Milieux de terrain |                      |                    |                 |                   |                 |                 |                 |                 |                 |
| 16                 | Mauro Camoranesi     | Juventus           | 46(4)           | 4 octobre 1976    | 2               | 0               | 0               | 0               | 0               |
| 10                 | Daniele De Rossi     | AS Rome            | 48(8)           | 24 juillet 1983   | 3               | 1               | 0               | 0               | 0               |
| 8                  | Gennaro Gattuso      | AC Milan           | 69(1)           | 9 janvier 1978    | 2               | 0               | 0               | 0               | 0               |
| 20                 | Riccardo Montolivo   | AC Fiorentina      | 9(0)            | 18 janvier 1985   | 3               | 0               | 0               | 0               | 0               |
| 18                 | Angelo Palombo       | Sampdoria Gênes    | 10(0)           | 25 septembre 1981 | 0               | 0               | 0               | 0               | 0               |
| 21                 | Andrea Pirlo         | AC Milan           | 59(8)           | 19 mai 1979       | 3               | 0               | 0               | 0               | 0               |
| Attaquants         |                      |                    |                 |                   |                 |                 |                 |                 |                 |
| 11                 | Alberto Gilardino    | AC Fiorentina      | 34(12)          | 5 juillet 1982    | 2               | 0               | 0               | 0               | 0               |
| 15                 | Vincenzo Iaquinta    | Juventus           | 31(4)           | 21 novembre 1979  | 3               | 0               | 0               | 0               | 0               |
| 7                  | Simone Pepe          | Udinese Calcio     | 9(0)            | 30 août 1983      | 2               | 0               | 0               | 0               | 0               |
| 23                 | Fabio Quagliarella   | SSC Naples         | 14(3)           | 31 janvier 1983   | 1               | 0               | 0               | 0               | 0               |
| 17                 | Giuseppe Rossi       | Villarreal CF      | 6(3)            | 1er février 1987  | 3               | 2               | 0               | 0               | 0               |
| 9                  | Luca Toni            | Bayern Munich      | 47(16)          | 26 mai 1977       | 3               | 0               | 0               | 0               | 0               |
| Sélectionneur      |                      |                    |                 |                   |                 |                 |                 |                 |                 |
|                    | Marcello Lippi       |                    | 11 avril 1948   |                   |                 |                 |                 |                 |                 |